# Zawadówka (gmina Chełm)
Zawadówka – wieś w Polsce położona w województwie lubelskim, w powiecie chełmskim, w gminie Chełm.
W latach 1975–1998 miejscowość należała administracyjnie do województwa chełmskiego. Miejscowość na pograniczu Chełma i Gminy Chełm, zamieszkana w 2000 r. przez 386 osób i złożona z 99 gospodarstw. 
Wieś jest sołectwem w gminie Chełm. Według Narodowego Spisu Powszechnego (III 2011 r.) liczyła 427 mieszkańców i była dziewiątą co do wielkości miejscowością gminy Chełm.
Wierni Kościoła rzymskokatolickiego należą do parafii Przenajświętszej Trójcy w Chełmie lub do parafii Rozesłania św. Apostołów w Chełmie.

## Współczesność
Główne drogi we wsi są wyasfaltowane, biegnie przez nią linia kolejowa. Do wsi kursują autobusy komunikacji miejskiej (CLA). Przystanek Piwna/pętla 02 obsługuje jedynie linię nr 12. W miejscowości znajdują się: świetlica wiejska, dwa sklepy, dwa place zabaw oraz dwa boiska do gry w piłkę nożną i jedno do siatkówki. Dawniej poszczególne części wsi nazywano: Subowice, Garbki i Kątki. Miejscowość należy do parafii pw. Rozesłania św. Apostołów w Chełmie. Od zachodu do miejscowości przylega utworzony w 2004 r. rezerwat torfowiskowy Torfowisko Sobowice.

## Historia
Wieś wymieniana w źródłach historycznych od XVI w., jako folwark związany z parafią pw. Rozesłania Świętych Apostołów w Chełmie. W 1580 r. wieś istniała jako „Zawadowce” (Завадовце). Nazwa w obecnym brzmieniu pojawia się od 1796 r. W 1653 r. istniał tam stary, okopany dwór, datowany na XIV w., a w budowie był wtedy nowy folwark, który po 1672 r. należał do parafii Rozesłania Apostołów w Chełmie. W latach 1751–1772 miejscowa ludność unicka należała do parafii pw. św. Mikołaja w Chełmie, a następnie (1797–1855) do chełmskiego soboru katedralnego. W 1827 r. Zawadówka liczyła 14 domów i 94 mieszkańców. Był to wtedy dalej majątek duchowny. W 1864 r. powstała na terenie wsi kolonia niemiecka. W źródłach z XIX w. Zawadówkę opisano jako wieś w powiecie chełmskim, gminie Krzywiczki, parafii Chełm. W latach 70. XIX w. wieś przecięła nowa wybudowana Kolej Nadwiślańska. Według ówczesnych obliczeń miejscowość znajdowała się 3 wiorsty od stacji w Chełmie (około 3200 m).
W 1916 r. Zawadówkę zamieszkiwały 242 osoby, w tym 8 Żydów. Należała ona wtedy do gminy Krzywiczki. W 1954 r. państwo przejęło na własność 3 ha ziemi po osobach przesiedlonych do ZSRR w 1945 r.
Urodził się tu Mieczysław Smal – major ludowego Wojska Polskiego.

## Zabytki
W Zawadówce zachowały się: murowany młyn wodny z 1920 r. (zbudowany z cegły i kredy), zagroda z drewnianym domem i stodołą z 1927 r., spichlerz drewniany z 1928 r. oraz pięć drewnianych domów, w tym jeden z 1890 r.